# Mindura simiana
Mindura simiana är en insektsart som beskrevs av William Lucas Distant 1910. Mindura simiana ingår i släktet Mindura och familjen Nogodinidae. Inga underarter finns listade i Catalogue of Life.